# Tokyo Mew Mew
Tokyo Mew Mew (яп. 東京ミュウミュウ, То:кьо: мю: мю:) або Mew Mew Power — сьодзьо-манґа, історію для якої склала Рейко Йосіда, а проілюструвала Міа Ікумі. Манґа главами виходила в журналі Nakayoshi з вересня 2000 до лютого 2003 року, і пізніше була опублікована в семи томах видавництвом Kodansha. Сюжет оповідає про п'ятьох дівчаток, які завдяки злиттю з ДНК рідкісних тварин відкрили надздібності і можуть перетворюватися на супергероїнь «Мяу Мяу». Команда на чолі з Ітіґо Момомі захищає Землю від прибульців, що бажають «повернути» її.
Невдовзі за манґою було знято 52-серійне аніме. Воно було створене на студії Studio Pierrot і транслювалося в Японії з 6 квітня 2002 року по 29 березня 2003 року на каналах TV Aichi, Animax і TV Tokyo. З квітня 2003 по лютий 2004 року в журналі Nakayoshi почало публікуватися двотомне продовження оригінальної манґи під назвою Tokyo Mew Mew a la Mode. У сиквелі подана нова Мяу Мяу на ім'я Беррі Сіраюкі, яка тимчасово замінює Ітіґо. Також було створено дві відеоігри: гра-пазл для консолі Game Boy Advance і рольова відеогра для PlayStation.
Манґа була ліцензована компанією Tokyopop для публікації англійською мовою; у Північній Америці була опублікована вся оригінальна серія, а також продовження. Компанія 4Kids Entertainment ліцензувала аніме для показу на американському телебаченню; серіал отримав назву Mew Mew Power. Аніме було продубльовано англійською мовою і внаслідок монтажу скорочено до 23-х серій. Показ серіалу Mew Mew Power відбувся в Сполучених Штатах телеканалом 4Kids TV, згодом мультфільм транслювався на YTV в Канаді (вже в кількості 26 серій), оскільки 4Kids Entertainment не змогла продовжити ліцензію і була змушена припинити мовлення.
Позитивно прийнята англомовними читачами, манґа через кілька місяців після публікації з'явилася в списках лідерів продажів серед графічних творів. Критики відгукувалися про манґу як про «милий і кумедний твір у вільному стилі». Манґа A la mode була визнана гідним продовженням, хоча і зазнала критики за те, що не запропонувала читачеві нічого нового. Аніме-адаптація під час трансляції в Японії мала високі рейтинги. Серіал Mew Mew Power став одним з найкращих шоу на 4Kids, будучи також розкритикованим за значний монтаж і видалення багатьох японських елементів. Американська версія серіалу була ліцензована для мовлення в інших країнах.

## Сюжет
Дівчинка 13 років Ітіґо Момомія гуляє в парку з Масаєю Аоямою — хлопцем, в якого давно закохана. Раптом відбувається вибух, і вона втрачає свідомість. У сні вона бачить кішку, яка входить в її тіло. Після пробудження на неї нападає дивний монстр-химера, проте вона бачить двох молодих людей, Рьо Сірогане і Кейитіро Акасаку, які радять перетворитися на кішку. Перетворившись, Ітіґо перемагає монстра. Після цього Рьо і Кейитіро пояснюють їй, що її ДНК і ДНК іріомотського кота злилися воєдино, і що вона тепер напівлюдина-напівкішка. Крім того, Ітіґо дізнається, що подібних метаморфоз зазнали й інші дівчата, які отримали можливість перетворюватися на тварин з Червоної книги. Після цього Ітіґо починає відчувати побічні ефекти: вона поводиться як кішка (тобто весь час спить, їсть рибу, може стрибати з великої висоти і передбачати погоду). Згодом до Ітіґо приєднуються Мінт Айдзава, Летус Мідорікава, Пурин Фон і фотомодель Дзакуро Фудзівара. Всі вони отримали свої здібності завдяки Мяу-проєкту, який започаткував професор Сірогане, батьком Рьо. Метою проєкту був пошук способу введення генів тварини в ДНК людини. Через нещасний випадок у лабораторії професор і його дружина загинули, і 10-річний Рьо осиротів. Переїхавши до Японії, він разом з Кейітіро продовжив Мяу-проєкт.
П'ять героїнь починають боротися з химерами і їх господарями-прибульцями: Кіссе, Паєм і Тарута. Кіссе закохується в Ітіґо і намагається домогтися від неї взаємності попри те, що одночасно з цим він намагається знищити інших Мяу Мяу. Пай і Тарута пізніше приєднуються до Кіссе, щоб допомогти тому розправитися з Мяу Мяу.
Битви стають все складніше і складніше, і Мяу Мяу починають шукати «мяу аква» — матеріал, створений з чистої води і який володіє величезною силою, здатною знищити прибульців. Під час бою з Кіссе в акваріумі Ітіґо опиняється на межі поразки, але з'являється таємничий Блакитний Лицар і рятує її. Згодом він ще кілька разів з'являється, щоб захистити Ітіґо від небезпек. Пізніше з'ясовується, що лицар — це Масая. Потім Масая втрачає свідомість і знову перетворюється, але тепер уже в лідера прибульців Глибоку Синяву, охочого знищити людство. Пояснивши Ітіґо, що Масая був лише невдалою формою для тимчасових цілей, Глибока Синява нападає на Мяу Мяу. Особистість Масаї на короткий час бере верх, і він використовує «мяу аква», щоб знищити Глибоку Синяву, убивши тим самим і себе. Плачучи над його тілом, Ітіґо передає свою силу Масає, щоб врятувати його життя. Масая цілує її, вона знову перетворюється на людину і оживає. Рьо передає Паю матерію «мяу аква», здатну врятувати світ прибульців, після чого Кіссе, Пай і Тарута прощаються і повертаються у свій світ.

### Продовження
За сюжетом двотомного продовження, Tokyo Mew Mew a La Mode, Ітіґо і Масая їдуть в Англію, аби вивчати зникаючі види тварин. Команда Мяу Мяу продовжує боротьбу з химерами, які залишилися після прибульців. Їм також доходиться зіткнутися з новою загрозою — групою «хрестоносців Святої Рози», яка хоче завоювати світ і створити в ньому утопію. Тимчасовим лідером Мяу Мяу стає Беррі Сіраюкі, яка недавно приєдналася до команди. Вона стає першою Мяу Мяу, якій вдалося злитися з ДНК відразу двох рідкісних тварин: андського леопарда і лазаючого зайця. Як одна з найсильніших Мяу Мяу, Беррі стає ціллю двох хрестоносців, які нападають на неї в школі. Ітіґо повертається і допомагає в бою проти них. Щоб завдати вирішальний удар, хрестоносці гіпнотизують жителів Токіо і спрямовують їх проти Мяу Мяу. Беррі і її друг дитинства Тасуку Мегуро, які нещодавно усвідомили свою любов один до одного, знімають гіпноз і змінюють почуття в серцях хрестоносців.

## Історія створення
Манґака Міа Ікумі витратила рік на створення манґи Tokyo Mew Mew, перший том якої був опублікований у лютому 2001 року. Історія, яку вона спочатку презентувала своїм редакторам, називалася Tokyo Black Cat Girl, а головну героїню звали Хіме Адзумі. Офіцер міжгалактичної поліції на ім'я Мася наділив її здатністю перетворюватися на дівчину-кішку і попросив допомогти йому в битві з інопланетними загарбниками — «Жуками». Проте видавці вирішили сфокусувати увагу на п'ять супергероїнь і попросили Ікумі скорегувати головного персонажа. Манґака вагалася у необхідності внесення змін, адже її персонаж спочатку створювався для драматичної серії.
Працюючи над дизайном чотирьох інших персонажів, Ікумі намалювала декілька можливих варіантів костюмів, включно з дівчиною-мишкою. Однак до кінцевого варіанту твору цей дизайн не потрапив. Після закінчення роботи над головними героїнями Ікумі в ролі імен дала їм назви їжі: Ітіґо (полуниця), Мінт (м'ята), Летус (салат-латук), Пурин (пудинг) і Дзакуро (гранат). Під час роботи автору було запропоновано перейменувати персонажів у назви кольорів, проте імена були залишені в початковому варіанті. Персонаж Мася з манґи Tokyo Black Cat Girl був перенесений до Tokyo Mew Mew із збереженням початкового імені і зовнішності. Жартома придумане автором назва атаки Ітіґо «Strawberry Bell Bell» було визнано редакторами дотепним і включено до манґи; Ікумі відзначала, що надалі вигадувала атакам саме назви, які «смішно звучать».
З початком повноцінної роботи над проєктом Tokyo Mew Mew видавництво Kodansha найняло Рейко Йосіду для роботи над сценарієм і наглядом за ним. Йосіда і двоє інших редактора працювали над створенням сюжету кожного тому манґи і над діалогами, а потім подали результати Ікумі. Ікумі зробила власні зміни і доповнення, і чорновий варіант твору був спрямований у видавництво для останнього перегляду та затвердження.
Після випуску першого тому під час Золотого тижня в Японії був проведений дводенний фестиваль Tokyo Mew Mew. На ньому була продемонстрована художня галерея з Tokyo Mew Mew і здійснена реалізація супутніх товарів. Для фестивалю Ікумі створила постер із зображенням всіх дванадцяти персонажів. Вона також займалася косплеєм, вдаючи персонажів своєї манґи — Мінт Айдзаву і Летус Мідорікаву.

## Медіа

### Манґа
Написана Рейко Йосідою і проілюстрована Мією Ікумі, манґа Tokyo Mew Mew публікувалася в журналі Nakayoshi з вересня 2000 року по лютий 2003 року. Згодом 29 глав були об'єднані видавництвом Kodansha у сім танкобонів, перший з яких був опублікований 1 лютого 2001 року, а останній — 4 квітня 2003 року. Історія Tokyo Black Cat Girl була опублікована в Nakayoshi у лютому 2000 року. У квітні 2003 року на сторінках Nakayoshi з'явилося продовження оригінальної манґи під назвою Tokyo Mew Mew a la Mode. Ця двотомна манґа була написана суто Мією Ікумі і публікувалася до лютого 2004 року.
Манґи Tokyo Mew Mew і Tokyo Mew Mew a la Mode були ліцензовані компанією Tokyopop для публікації англійською мовою. Перший том основної серії був виданий 8 квітня 2003 року, наступні томи виходили кожного місяця, сьомий том був опублікований 11 травня 2004 року. Надалі були опубліковані два томи Tokyo Mew Mew a la Mode; перший — 7 червня 2005 року, а другий — 8 грудня 2006 року. На відміну від японського видання кожна глава у виданні Tokyopop мала назву. Манґа англійською мовою була видана компанією Chuang Yi в Сингапурі. Компанія Carlsen Verlag придбала ліцензію на видання манґи і видала її німецькою, данською і шведською мовами. Оригінальна манґа публікувалася також і в інших країнах: у Франції (Pika Édition), у Польщі (Japonica Polonica Fantastica), у Фінляндії (Sangatsu Manga), в Іспанії (Norma Editorial). Tokyo Mew Mew стала однією з перших манґ, виданих компанією Public Square Books у Північній Америці іспанською мовою.

### Аніме
Манґа Tokyo Mew Mew була адаптована студією Studio Pierrot у 52-серійне аніме, режисер — Норіюкі Абе. Телемовлення, яке здійснювалося каналами TV Aichi і TV Tokyo, почалося 6 квітня 2002 року і припинилося 29 березня 2003 року; транслювалася одна серія в тиждень. Більшість музикальних композицій до аніме було створено Такаюкі Негісі під керівництвом Сіна Йосімури. В опенінгу була використана пісня «My Sweet Heart» (виконавець — Ріка Комацу). В ендінгу у виконанні п'яти сейю, які озвучили головних героїнь, лунає пісня «Koi wa A La Mode». В Японії серіал вийшов на дев'яти DVD-дисках, куди також увійшов додатковий контент.
Пізніше аніме-серіал Tokyo Mew Mew був ліцензований компанією 4Kids Entertainment для релізу англійською мовою. В анонсі компанія повідомила, що мультфільм буде перейменований у Hollywood Mew Mew, і що завдяки локалізації і монтажу глядачі не знайдуть у ньому нічого спільного з японським оригіналом. У наступних прес-релізах компанії фігурувала нова назва серіалу The Mew Mews, а також оригінальна Tokyo Mew Mew. 19 лютого 2005 року на каналі Fox Kids відбулася прем'єра серіалу, який тепер отримав назву Mew Mew Power. У серіалі були змінені імена персонажів і назви серій, були урізані сцени і змінені деякі сюжетні моменти. Змін зазнала також і музика — у ролі опенінгу була використана пісня «Team Up» у виконанні співачки Брі Шарп. У Сполучених Штатах всього було показано 23 серії, а згодом через відкликання ліцензії компанія 4Kids Entertainment припинила мовлення. Серіал був показаний у Канаді на каналі YTV і Великій Британії на Pop Girl; до нього були додані три нові серії.
Хоча серіал Mew Mew Power не був виданий у Північній Америці в форматі домашнього відео, 10 серій від 4Kids вийшли на DVD-дисках в Австралії і Новій Зеландії завдяки компанії Magna Pacific, а у Південній Африці також на DVD вийшли всі 26 серій Mew Mew Power. Аніме Mew Mew Power було ліцензовано компанією Arès Films для регіонального мовлення у Франції, яка пізніше, у лютому 2006 року, випустила 9 серій на одному DVD. Компанія також ліцензувала інші серії оригінального аніме, випустивши їх на двох бокс-сетах.

### Комп'ютерні ігри
У 2002 році компанія Takara випустила 2 комп'ютерні ігри, засновані на серії Tokyo Mew Mew. Перша гра, Hamepane Tōkyō Myū Myū (яп. はめパネ 東京ミュウミュウ), у жанрі пазл для платформи Game Boy Advance, вийшла в Японії 11 липня 2002 року.
Друга гра, Tōkyō Mew Mew – Toujou Shin Mew Mew! – Minna Issho ni Gohoushi Suru Nyan (яп. 東京ミュウミュウ 登場 新ミュウミュウ! みんないっしょにご奉仕するにゃん), вийшла в Японії 5 грудня 2002 року. Ця покрокова рольова гра для консолі PlayStation, в якій гравець керує новою Мяу Мяу на ім'я Рінго Акаї (яп. 赤井 りんご, Акаї Рінго), а також п'ятьма головними героїнями. Вони повинні захищати острів Рінго від Кіссю, химер і прибульця на ім'я Гатеу де Рої (яп. ガトー•デュ•ロワ). Персонажі Рінго і Гатеу були створені Мією Ікумі згідно з побажаннями компанії Takara. Ігрових персонажів озвучили ті ж сейю, що і в оригінальному аніме-серіалі, Рінго була озвучена Таеко Каватой, Гатеу — Рьотаро Окіаю. Ікумі була задоволена новими персонажами і виявила бажання додати Рінго до майбутньої манґи як основного персонажа. Рінго пізніше з'явилася в додатковій главі другого тому манґи Tokyo Mew Mew a la Mode.

### Компакт-диски
На основі серії Tokyo Mew Mew компанія King Records випустила декілька компакт-дисків. Перший CD-сингл містив повну караоке-версію пісні «Koi wa A La Mode» у виконанні п'яти сейю, а другий сингл був виконаний Сакі Накадзімою, яка озвучила Ітіґо.
24 липня 2002 року вийшло колекційне обмежене видання, яке складалося з п'яти дисків з піснями персонажів Tokyo Mew Mew і реміксом пісні «Koi wa A La Mode». Окремі диски з піснями персонажів надійшли в продаж 4 вересня 2002 року. 25 грудня того ж року вийшов CD-збірник з переробленими версіями двох пісень з серіалу. Другий CD з п'ятьма піснями у виконанні Накадзіми вийшов 26 лютого 2003 року.
Перший повний саундтрек аніме, Tokyo Mew Mew Original Soundtrack, вийшов 25 вересня 2002 року компанією NEC. До нього увійшли опенінг і ендінг композиції, а також 27 мелодій фонової музики. 22 січня 2003 року NEC випустила другий саундтрек; до його складу увійшли опенінг і ендінг композиції і 29 додаткових мелодій. 26 березня 2003 вийшли два CD-диска: Tokyo Mew Mew Super Best Hit — Cafe Mew Mew side і Tokyo Mew Mew Super Best Hit — Tokyo Mew Mew side. Кожен з них складався з 10 найпопулярніших мелодій серіалу.
| Tokyo Mew Mew Original Soundtrack | Tokyo Mew Mew Original Soundtrack    | Tokyo Mew Mew Original Soundtrack | Tokyo Mew Mew Original Soundtrack |
| #                                 | Назва                                | Автор                             | Тривалість                        |
| --------------------------------- | ------------------------------------ | --------------------------------- | --------------------------------- |
| 1.                                | «My Sweet Heart»                     | Ріка Комацу                       | 1:33                              |
| 2.                                | «Subtitle ~nyan~»                    | Такаюкі Негісі                    | 0:09                              |
| 3.                                | «Sawayaka na asa»                    | Такаюкі Негісі                    | 1:54                              |
| 4.                                | «Minna ohayô!»                       | Такаюкі Негісі                    | 1:41                              |
| 5.                                | «Uwaaa~ Chikoku surû»                | Такаюкі Негісі                    | 1:45                              |
| 6.                                | «Minna de oshaberi»                  | Такаюкі Негісі                    | 1:33                              |
| 7.                                | «Aa, tsukareta»                      | Такаюкі Негісі                    | 1:47                              |
| 8.                                | «Cafe Mew Mew e yôkoso!»             | Такаюкі Негісі                    | 1:41                              |
| 9.                                | «Uwarashi no Ballerina»              | Такаюкі Негісі                    | 2:08                              |
| 10.                               | «Akogare no Aoyama-kun»              | Такаюкі Негісі                    | 1:47                              |
| 11.                               | «Aoyama-kun... Daisuki»              | Такаюкі Негісі                    | 2:05                              |
| 12.                               | «Eye Catch ~nyan~»                   | Такаюкі Негісі                    | 0:09                              |
| 13.                               | «Kishû no takurami»                  | Такаюкі Негісі                    | 1:37                              |
| 14.                               | «Fuan na Yokan»                      | Такаюкі Негісі                    | 1:38                              |
| 15.                               | «Alien ga arawareta»                 | Такаюкі Негісі                    | 1:40                              |
| 16.                               | «Teki kara no Kôgeki»                | Такаюкі Негісі                    | 1:28                              |
| 17.                               | «Mew Ichigo no Theme»                | Такаюкі Негісі                    | 0:46                              |
| 18.                               | «Mew Mint no Theme»                  | Такаюкі Негісі                    | 1:05                              |
| 19.                               | «Mew Lettuce no Theme»               | Такаюкі Негісі                    | 1:05                              |
| 20.                               | «Mew Purin no Theme»                 | Такаюкі Негісі                    | 1:04                              |
| 21.                               | «Mew Zakuro no Theme»                | Такаюкі Негісі                    | 1:07                              |
| 22.                               | «Gonin sorotte, Tôkyô Mew Mew»       | Такаюкі Негісі                    | 0:18                              |
| 23.                               | «Chikyû no Mirai, gohôshi suru nyan» | Такаюкі Негісі                    | 1:42                              |
| 24.                               | «Strawberry Check!!»                 | Такаюкі Негісі                    | 0:28                              |
| 25.                               | «Kaishû!»                            | Такаюкі Негісі                    | 0:10                              |
| 26.                               | «Kyô mo ichinichi gokurôsama»        | Такаюкі Негісі                    | 1:33                              |
| 27.                               | «Mata ashita ne»                     | Такаюкі Негісі                    | 2:13                              |
| 28.                               | «Jikai Yokoku ~nyan~»                | Такаюкі Негісі                    | 0:34                              |
| 29.                               | «Koi wa à la Mode»                   | Такаюкі Негісі                    | 1:28                              |

## Відгуки і критика
Манга Tokyo Mew Mew була позитивно сприйнята англомовною аудиторією. У березні та квітні 2003 року продажі першого тому становили приблизно 1 597 і 1 746 копій відповідно. У результаті том зайняв одне з останніх місць у списку 50 найкращих продажів за обидва місяці. До 2004 року, коли більшість томів серії вже вийшли, манґа під ліцензією Tokyopop добилася певного успіху. У першому кварталі 2004 року вона зайняла 16-е місце в списку Manga Top 50 за версією ICv2 Retailers Guide to Anime/Manga, який ґрунтується на аналізі продажів творів як з провідних книжкових магазинів, так і з прилавків коміксів. З виходом шостого і сьомого томів продажі манґи пішли на спад; проте обидва томи зайняли місця в списку 100 найпродаваніших графічних творів за березень і травень 2004 року. У травні 2005 року перший том манґи Tokyo Mew Mew a la Mode в тому ж списку зайняв 63-е місце, а його продажі майже вдвічі перевищили останній том оригінальної манґи. В чартах Nielsen Bookscan перший том манги вперше з'явився на 39-у місці, а згодом швидко досяг 14-го. Другий том a la Mode мав аналогічний успіх, з 69-го місця перемістившись на 12-те, що стало результатом показу аніме Mew Mew Power на телеканалі 4Kids TV.
Tokyo Mew Mew була переважно позитивно сприйнята оглядачами, які описували твір милим і веселим. Відзначалося її схожість з манґами Сейлор Мун, Wedding Peach, Kamikaze Kaito Jeanne і Dream Saga. Патрік Кінг з AnimeFringe, хоча і який побачив серію не надто інтелектуальною, відгукнувся про неї як про «захоплююче романтичне видовище, яке не зазнало манії величі». Він говорив: «одна з найбільш привабливих рис манги — безумовно ультра-милий малюнок Мії Ікумі. Великі очі, котячі вушка, пухнасті хвостики і короткі спідниці — все це створює милу атмосферу, якій важко чинити опір». Оглядачу сподобалися авторські коментарі Мії Ікумі, а також відсутність в манзі «помилок, які впадають в око» і вдале розміщення кадрів. Відзначаючи привабливість персонажів і їхніх костюмів, Кінг порівняв Tokyo Mew Mew з мангою Di Gi Charat. У висновку було сказано, що манга Tokyo Mew Mew — «досить кумедний твір для того, щоб привернути увагу не тільки жіночої читацької аудиторії». Також висловлювалася думка про те, що серед інших творів жанру махо-сьодзьо Tokyo Mew Mew нічим особливим не вирізняється і багатьом читачам може здатися нудною.
Критики позитивно відгукнулися про промальовування обох манґ. «Вільний стиль», в якому малювала Ікумі, був визнаний таким, що чудово відповідає усій серії. Манґаку також критикували за зображення, що регулярно виступають за межі кордонів кадру, і неоднозначність в промальовуванні словесних бульбашок. На думку Карлоса Сантоса з Anime News Network, «художній стиль Мії Ікумі прекрасно поєднується з сюжетом, і навіть не все то, що тонке і розмальоване, можна порівняти з елементом сьодзьо. Ікумі, як і багато інших перспективних манґак, має великий потенціал в детальному зображенні портретів персонажів, а плідне використання тонів створює унікальні ефекти, які затьмарюють недоліки в промальовуванні фонів». Шенон Герріті розкритикувала манґу, назвавши її «нудною, млявою і творчо порожньою», зазначивши, що «видавець включив сюди всі елементи махо-сьодзьо, які тільки можливо». На її думку, в манзі слабо розкрита «повчальна» тема вимираючих видів тварин. У зв'язку з простотою і нешкідливістю сюжету манґа Tokyo Mew Mew  була рекомендована для читачів того ж віку, що й головна героїня.

### Про Tokyo Mew Mew a La Mode
Манґа Tokyo Mew Mew a La Mode отримала змішані відгуки. Критики хвалили її за сучасне подання концепції махо-сьодзьо з усіма перевагами та недоліками. На сайті «Manga Life» твір було названо класичною манґою для дівчаток віком від 10 до 14 років; поєднання кумедних персонажів з великими очима, шкільного середовища, підліткових емоцій і романтики, на думку оглядача, дає зрозуміти, для якої вікової категорії призначена манґа. Майк Дунган з Mania Entertainment визнав оригінальну серію «цілком чарівною» і відзначив, що a la Mode є гідним продовженням, «такою ж веселою і захоплюючою» як і оригінальна манґа. Рецензент зауважив, що велика кількість гумору проявляється навіть у розпал бою. Беррі була названа веселим, енергійним і життєрадісним персонажем, а Тасуку — прекрасною парою для неї. Оглядач також позитивно оцінив використання в манзі декількох шрифтів для запису діалогів і внутрішніх думок персонажів.
Інші критики побачили головну героїню Беррі занадто поверхневою, а сиквел — таким, що не може запропонувати читачу абсолютно нічого нового; була відзначена схожість костюмів хрестоносців Святої Рози з аналогами з серіалу Sailor Moon. Джанет Крокер, Шеннон Фей і Кріс Істел розкритикували A la Mode за костюм персонажа Дюка, який нагадував одяг націоналістичної організації Ку-клукс-клан. Герріті визнала, що a La Mode стала гарним приводом для нового привернення уваги до Tokyo Mew Mew, і що Беррі стала «типовою головною героїнею», яка сподобається прихильникам серії. Джессіка Чобот на сайті IGN розкритикувала мангу, зазначивши, що цей твір спочатку може сподобатися читачеві, але згодом швидко набридне йому. На її думку, подібна манга, будучи наповненою косплеєм, може заімпонувати тільки дітям віком від 7 до 15 років.

### Про аніме
На сайті THEM Anime серіал був названий «практично ідеальною копією» Сейлор Мун; відзначалося, що в обох серіалах п'ять головних героїнь мають схожі кольори, сили і сюжетні лінії. Було сказано, що серіал не містить в собі чогось примітного або чогось, що б запам'ятовується, а є звичайним шоу дівчаток-чарівниць. Критики зазнали монстри, магічні предмети і «розцяцьковані» костюми головних героїнь. Пісня, що звучить в кінці серій, була названа «дуже милою і дурною».
Завдяки маркетинговим заходам серіал отримав високі рейтинги в Японії. Коли 4Kids анонсувала ліцензію на аніме, що зазнало монтажу, прихильники серії відкрито висловили занепокоєння і провели кілька акцій з надією переконати компанію випустити повну версію серіалу. Після наступних анонсів глядачі були вже не так розчаровані, проте все ще сподівалися на вихід нескороченої версії серіалу. Mew Mew Power був одним з найуспішніших серіалів від 4Kids, ставши до осені 2005 року найпопулярнішим шоу компанії. Аніме в дубляжі від 4Kids було згодом ліцензовано для показу у Франції, Латинській Америці, Австралії, Новій Зеландії, Португалії, Греції, Південній Африці та Ізраїлі.